# Åsboholmen-Isaksboholmen
Åsboholmen-Isaksboholmen är ett naturreservat i Avesta kommun i Dalarnas län.
Området är naturskyddat sedan 1986 och är 6 hektar stort. Reservatet omfattar två holmar i Dalälven med gammal naturskogsartad blandskog.